# Tadeusz Hołubowicz
Tadeusz Hołubowicz (ur. 4 kwietnia 1929 w Czabarówce, zm. 1 stycznia 2021) – polski sadownik, pomolog, profesor zwyczajny, doktor honoris causa Akademii Rolniczej w Poznaniu.

## Życiorys
Tadeusz Hołubowicz urodził się 4 kwietnia 1929 roku w Czabarówce. Rodzice Jan i Julia z domu Podgóreczna byli z zawodu rolnikami. W roku 1945 rodzina Hołubowiczów w ramach repatriacji przyjechała do Polski i osiedliła się we wsi Skarbiewo koło Koronowa. W czerwcu 1949 roku po ukończeniu Liceum Rolniczego w Bydgoszczy uzyskuje świadectwo dojrzałości oraz tytuł technika rolnika. 
Od 1 października 1949 roku rozpoczął studia na Wydziale Rolniczo-Leśnym Uniwersytetu Poznańskiego. Po wyodrębnieniu Wyższej Szkoły Rolniczej przeszedł na Studium Ogrodnicze, na którym w 1953 roku uzyskał dyplom inżyniera ogrodnictwa, a w 1955 inżyniera magistra rolnictwa. Już w trakcie studiów od 1953 roku został zatrudniony na etacie starszego asystenta w Katedrze Sadownictwa WSR w Poznaniu. W 1965 broniąc pracy pt. Dynamika azotu organicznego w pąkach kwiatostanowych i wegetatywnych jabłoni corocznie i przemiennie owocujących napisanej pod kierunkiem prof. dr hab. Jerzego Wierszyłłowskiego, uzyskał stopień naukowy doktora nauk rolniczych.
Stopień doktora habilitowanego uzyskał w październiku 1970 roku i w kolejnym roku (z dniem 1 maja 1971 r.) został powołany na stanowisko docenta. Tytuł naukowy profesora nadzwyczajnego nauk rolniczych uzyskał we wrześniu 1976 roku, a tytuł profesora zwyczajnego w lutym 1985 roku. W 1998 roku profesor Hołubowicz przeszedł na emeryturę.
W dniu 14 grudnia 2005 r. w uznaniu zasług profesora Senat Akademii Rolniczej im. Augusta Cieszkowskiego w Poznaniu nadał profesorowi tytuł doktora honoris causa.

## Działalność naukowa
Głównym kierunkiem działalności naukowej prof. dr hab. Tadeusza Hołubowicza były zagadnienia wytrzymałości na mróz roślin sadowniczych. Stworzył on w Katedrze Sadownictwa Uniwersytetu Przyrodniczego  specjalistyczne laboratorium do badań nad mrozoodpornością. Jest autorem oryginalnej metody oznaczania wytrzymałości na mróz jednorocznych pędów drzew i krzewów owocowych (1977) oraz metody testu przeżyciowego do określenia wytrzymałości na mróz korzeni drzew i krzewów owocowych (1997). Są one stosowane w laboratoriach zajmujących się problematyką mrozoodporności w kraju i za granicą. Na forum międzynarodowym w latach 1976–1990 pełnił funkcję Przewodniczącego Grupy Roboczej „Mrozoodporność” w ramach Międzynarodowego Towarzystwa Nauk Ogrodniczych i w roku 1974 był organizatorem w Poznaniu I międzynarodowego sympozjum w zakresie mrozoodporności roślin drzewiastych. Jednocześnie w Polsce z jego inicjatywy powołano od roku 1984 przy Komitecie Nauk Ogrodniczych PAN w Warszawie, ogólnopolski zespół „Mrozoodporności”, który pod jego przewodnictwem spotykał się regularnie co dwa lata dla przedyskutowania problematyki mrozoodporności roślin.
Drugim głównym kierunkiem działalności prof. dr Tadeusza Hołubowicza były badania nad rozbudową zaplecza sadowniczego dla miasta Poznania oraz stworzeniem w Wielkopolsce intensywnego sadownictwa. On był projektodawcą pierwszych intensywnych sadów w Państwowych Gospodarstwach Rolnych wokół Poznania i w Wielkopolsce, a poprzez założenie w roku 1973 pierwszego w Polsce super intensywnego sadu, znanego w kraju i w świecie pod nazwą sadu łanowego, dał podwaliny pod rekonstrukcję i modernizację nasadzeń sadowniczych oraz ich intensyfikację po surowej zimie 1986/87. 
Od początku lat dziewięćdziesiątych prof. dr Tadeusz Hołubowicz poszerzył jeszcze swoje zainteresowania badawcze o problemy ochrony środowiska. Prowadził doświadczenia nad wpływem emisji Huty Miedzi Głogów na wzrost drzew i skażenie owoców metalami ciężkimi.
Dorobek publikacyjny prof. dr T. Hołubowicza do 2005 roku liczył 346 pozycji  z tego: 109 to oryginalne publikacje naukowe, oparte na wynikach własnych doświadczeń, 122 artykuły naukowe, przeglądowe i  popularnonaukowe opublikowane w czasopismach zawodowych. Także jest autorem lub współautorem 14 monografii i podręczników akademickich, takich jak: Fizjologia roślin sadowniczych (II wydania, 1974, 1984), Uprawa roli i nawożenie roślin ogrodniczych (II wydania 1990, 1997), Sadownictwo (1995), Uprawa czereśni i wiśni (1995) oraz autorem skryptu "Sadownictwo" dla studentów Wydziału Rolniczego (II wydania 1993 i 1999). Jest promotorem 7 prac doktorskich, w tym dwóch obcokrajowców: z Egiptu i z Ukrainy. 
Po przejściu na emeryturę prowadził działalność publikacyjną i dydaktyczną.

## Działalność organizacyjna
Przez cały okres pracy oraz także po przejściu na emeryturę prof. Tadeusz Hołubowicz angażował się w sprawy uczelni, Wydziału Ogrodnictwa i Katedry Sadownictwa. Był jednym z pierwszych w Polsce kierowników grantu w ramach programu Tempus (lata 1995–1998), w ramach którego na Wydziale Ogrodniczym UP podjęto się modernizacji i dostosowania programów nauczania do wymagań Unii Europejskiej. Zainicjował włączenie się Uniwersytetu Przyrodniczego do międzynarodowego programu Sokrates – Erasmus, nawiązując szeroką współpracę z krajami Unii Europejskiej.
Prof. Hołubowicz pełnił na Uniwersytecie szereg funkcji: w latach 1970–1978 był dyrektorem Instytutu Produkcji Ogrodniczej, przez trzy kadencje (1972–1981) pełnił funkcję dziekana Wydziału Ogrodnictwa i Architektury Krajobrazu, przez 20 lat (1978–1997) był kierownikiem Katedry Sadownictwa. W latach 1990–1995 był członkiem z wyboru i wiceprzewodniczącym Komitetu Nauk Ogrodniczych PAN. W latach 1981–1987 pełnił funkcję przewodniczącego Rady Naukowej Instytutu Sadownictwa i Kwiaciarstwa w Skierniewicach, będąc jej członkiem rzeczywistym. Był w grupie inicjatorów i współzałożycieli Polskiego Towarzystwa Nauk Ogrodniczych a w latach 1990–1995 jego wiceprezesem. W latach 1993–1996 pełnił funkcję przewodniczącego Komisji do Spraw Rejestracji Odmian drzew i krzewów owocowych.